# Фюрстенвальде (Шпре)
Фюрстенвальде (нем. Fürstenwalde/Spree), польск. Пшибор (Przybór) — город в Германии, в земле Бранденбург.
Входит в состав района Одер-Шпре.  Занимает площадь 70,55 км². Официальный код — 12 0 67 144.
Город подразделяется на 3 городских района.

## население
| Год  | Население |
| ---- | --------- |
| 1990 | 35 214    |
| 1995 | 33 628    |
| 2000 | 34 044    |
| 2005 | 33 336    |
| 2010 | 32 468    |
| 2015 | 31 741    |
| 2020 | 31 992    |

## История
Первое документальное свидетельство о Пшиборе (Фюрстенвальде на Шпрее) относится к 1272 году. Считается, что город был основан между 1225 и 1250 гг., то есть в те же времена, что и Берлин, возникший на р. Шпре (Шпрее) при впадении её в р. Хафель. Расположение возле брода через р. Шпрее благоприятствовало развитию поселения. В 1373 г. сюда перенёс свою кафедру епископ всей Любушской земли.
Вторая часть названия города («am Spree») указывает на то, что в старые времена Шпрее становилась судоходной рекой от Фюрстенвальде. Со строительством канала Фридриха-Вильгельма в 1662—1669 гг., связавшего Шпрее с Одером, упало значение Фюрстенвальде как перевалочного пункта, но роль его как речного порта возросла.
Благодаря строительству в 1837 году мельницы на Шпрее город пережил экономический подъём, поддержанный также строительством в 1842 году железной дороги, связавшей Берлин с Франкфуртом-на-Одере. В 1872 году в Фюрстенвальде/Шпрее была переведена большая часть производства берлинской фирмы Пинч.
Исторически Фюрстенвальде был удобен для расквартирования воинских частей. В городе стояли войска Наполеона, кайзеровские уланы и Советские части после Второй мировой войны (до 1994 года).

## Галерея
- Вид на центр города
- Пешеходная зона и ратуша
- Собор
- Самаритянская церковь
- Altes Rathaus und Dom
- Katzentreppe am Dom
- Bullenturm mit Resten der Stadtmauer am Goetheplatz
- Ehemaliges Jagdschloss in der Schloßstraße
- Villa Lässig in der Eisenbahnstraß

## Города-побратимы
- Санок, Польша